# Svalová soustava psa
Svalová soustava psa představuje soubor kosterních svalů, které jsou zodpovědné za aktivní pohyb těla psa. Svalová soustava představuje aktivní složku pohybové soustavy. Kosterní příčně pruhované svaly se upínají na kostru a umožňují vůlí ovladatelný pohyb, kromě toho mají svaly důležitou funkci v udržování stálé tělesné teploty.
Kosterní svalstvo tvoří 30 - 50% hmotnosti těla psa. V psích svalech je jen málo vazivové složky, převládá svalová tkáň, přičemž v hlubokých svalech končetin zcela převládají pomalá červená vlákna typu I, která zajišťují neustálé napětí, aniž by se unavila. V povrchových svalech jsou červená vlákna společně s rychlými bílými vlákny typu II.A, která umožňují rychlý silový pohyb a přitom jsou rovněž velmi odolná proti únavě. Svaly odpovídají přizpůsobení psa jako vytrvalého běžce. Rychlá červená vlákna, která umožňují maximální silový pohyb, ale rychle se unaví, u psa nejsou. Pes ale nemá žádný mechanismus pro neúnavné stání a v klidu usedá nebo si lehá. Příčně pruhované svaly potřebují ke své činnosti ještě tzv. pomocné svalové orgány, což jsou šlachy, tihové váčky, šlachové pochvy a povázky. Celkem svalovou soustavu psa tvoří 498 svalů. [zdroj?]
Kromě kosterního svalstva je v těle psa i svalovina hladká, která tvoří stěny orgánů, vývodů žláz a cév. Srdce psa je tvořeno srdeční svalovinou.

## Svaly hlavy

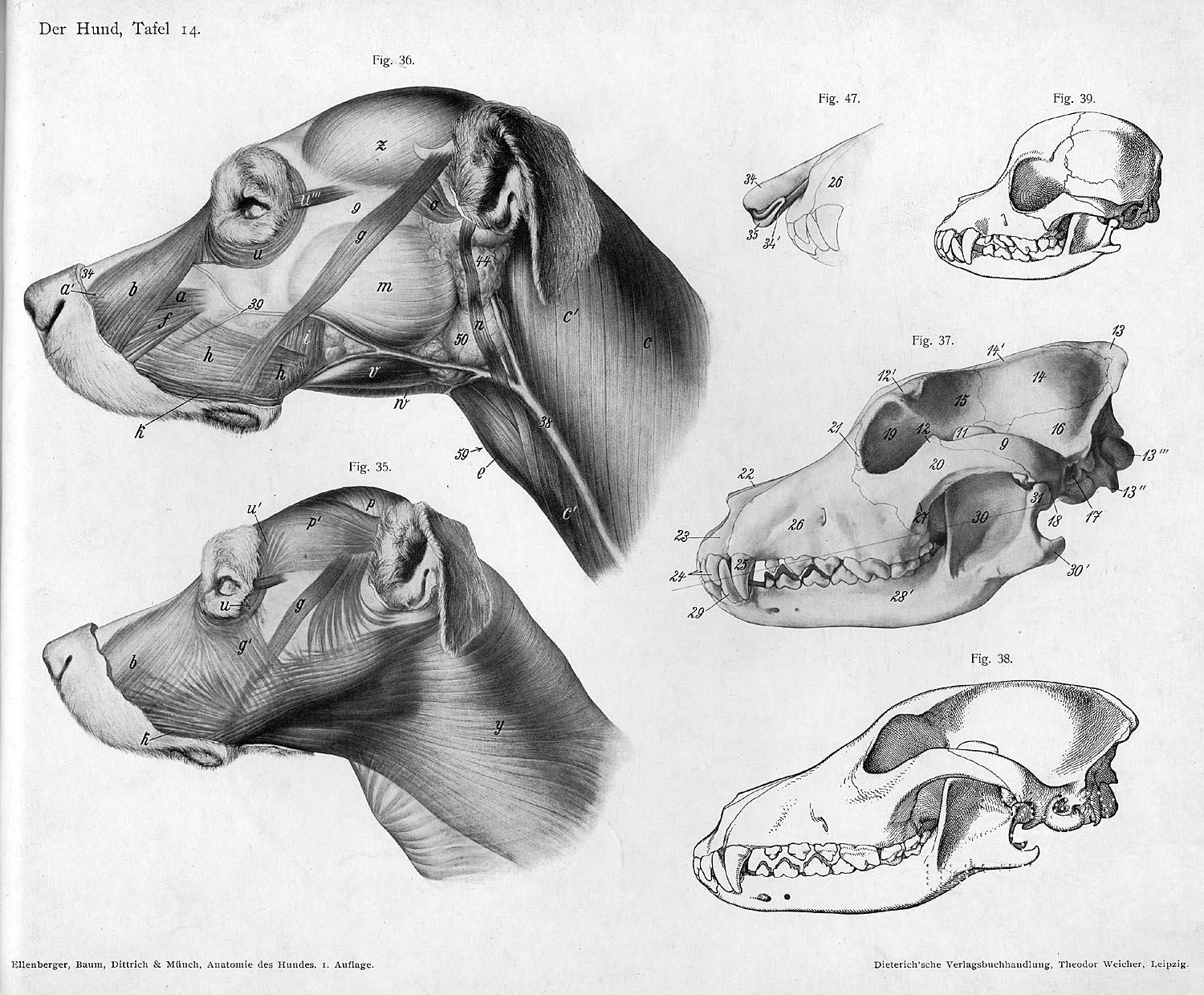
Svaly hlavy psa

Pes má dobře vyvinuté mimické svaly, které mu umožňují širokou obličejovou mimiku, která je důležitá při komunikaci. Mimickými svaly psa jsou kruhový sval ústní (m. orbicularis oris) a svaly pohybující pysky, horní a dolní řezákový sval (m. incisivus superior et inferior), zvedač horního pysku (m. levator labii maxillaris), zvedač nozdry a horního pysku (m. levator nasolabialis), bradový sval (m. mentalis), stahovač dolního pysku (m. depressor labii mandibularis), tvářový sval (m. buccinator) a jařmový sval (m. zygomaticus). Svaly, které rozšiřují nozdry jsou apikální rozšiřovač nozder (m. dilatator apicalis nasi), boční nosní sval (m. lateralis nasi) a špičákový sval (m. caninus). Mimickými svaly ovládajícími oční víčka je kruhový sval oční (m. orbicularis oculi) a dále čelní sval (m. frontalis), zatahovač vnějšího očního koutku (m. retractor anguli oculi lateralis), zvedač horního víčka (m. levator palpebrae superioris), zvedač vnitřního očního koutku (m. levator anguli oculi medialis) a lícní sval (m. malaris)
Žvýkací svaly psa jsou mohutné. Zevní sval žvýkací, m. masseter, začíná na lícní kosti a upíná se na zevní plochu dolní čelisti. Tvoří podklad krajiny zvýkače. Spánkový sval (m. temporalis) vyplňuje celou spánkovou jámu, přičemž jeho svalová vlákna odstupují až na horní straně lebky na kostěném hřebenu crista sagittalis externa. Střední křídlový sval, m. pterygoideus medialis je umístěn z vnitřní strany dolní čelisti a funguje jako synergista zevního žvýkacího a spánkového svalu. Naproti tomu boční křídlový sval (m. pterygoideus lateralis), který u člověka umožňuje pohyby čelisti do stran při žvýkání, je malý a slabý. V opačném směru, tedy k otevírání čelistí, pracují dvojbříškatý sval (musculus digastricus) a svaly některé svaly jazylky (jazylkočelistní sval, musculus mylohyoideus a bradojazylkový sval, musculus geniohyoideus)
Uchohybné svaly umožňují pohyb ušního boltce. Odstupují od chrupavčitého štítku, který leží na spánkovém svalu a upínají se na boltec. Z hlediska funkce je lze dělit na vzpřimovače boltce (mm. scutuloauriculares superficiales, m. parietoauricularis, m. cervicoauricularis superficialis), schylovače (m. parotidoauricularis), a otáčeče (mm. scutuloauriculares profundi, m. cervicoauricularis medius, m. cervicoauricularis profundus a m. zygomaticoauricularis)

## Kožní svaly
Pes má na kromě povrchového svěrače krku (m. sphincter colli superficialis, též platysma), který je vyvinut u člověka, ještě kožní lícní sval (m. cutaneus faciei), kožní krční sval (m. cutaneus colli) a kožní sval trupu (m. cutaneus trunci). Tyto svaly se upínají do kůže a umožňují její pohyb, tedy "cukání".

## Svaly krku

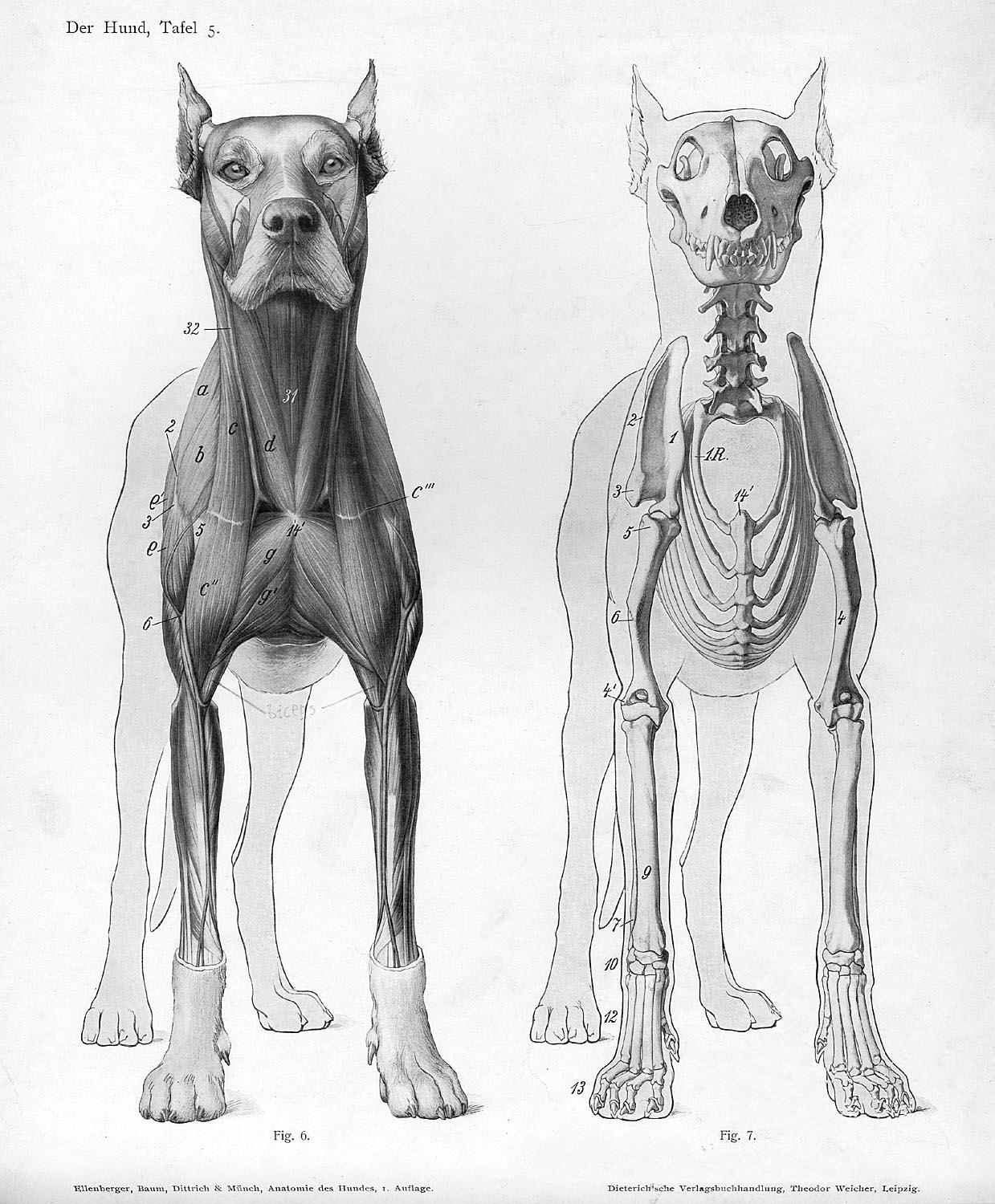
Kostra a svalstvo krku, hrudi a hrudních končetin psa

Svaly krku psa se výrazně neliší od stejných svalů člověka. Patří mezi ně hluboké svaly krční, jejichž funkcí je uklánět a natáčet krční páteř a tím i hlavu, tři svaly šikmé (mm. scaleni dorsalis, medius, ventralis), podjazylkové svaly a nadjazylkové svaly. Na krk zasahují také svaly skupiny přídatného nervu: zdvihače hlavy - klíčkohlavový sval, m. cleidocephalicus, který má tři části, bradavkovou (pars mastoidea), týlní (pars occipitalis) a krční (pars cervicalis), zvedač hlavy m. brachiocephalicus a hrudní kývač m. sternocephalicus, který má dvě části, bradavkovou část (pars mastoidea) a týlní část pars occipitalis. Do skupiny přídatného nervu patří dále i na krk zasahující trapézový sval.

## Svaly hrudní končetiny
Svaly hrudní končetiny jsou analogické svalům člověka, s výjimkou svalů ruky, pes má ve srovnání omezené množství svalů, které ovládají prsty. Neliší se nijak výrazně ani od svalů hrudních končetin ostatních savců. Lopatková skupina svalů připevňuje končetinu k trupu, patří do ní pilovité svaly krční a hrudní (m. serratus ventralis cervicis et thoracis), kosočtverečné svaly: hrudní, krční a hlavový (m. rhomboideus thoracis, cervicis, capitis) a lopatkopříčný sval m. omotransversarius. Skupina prsních svalů umožňuje addukci končetiny a táhne trup dopředu, zahrnuje čtyři svaly: šikmý sval prsní (m. pectoralis transversus), vzestupný (m. pectoralis ascendens) a sestupný prsní sval (m. pectoralis descendens), podklíčkový sval (m. subclavius) a široký sval zádový (m. latissimus dorsi).
Svaly vlastní končetiny se dělí na svaly lopatkové vnější, což je sval nadhřebenový (m. supraspinatus) a podhřebenový (m. infraspinatus), deltový sval (m. deltoideus) a malý oblý sval (m. teres minor), mezi vnitřní lopatkové svaly patří podlopatkový sval (m. subscapularis), velký oblý sval (m. teres major) a hákový sval (m. coracobrachialis). Lopatkové svaly ovládají ramenní kloub.
Svaly přední části paže jsou dvojhlavý sval pažní (m. biceps brachii), který má u psa pouze jednu hlavu, a hluboký sval pažní (m. brachialis), které slouží jako ohybače lokte, na zadní straně je trojhlavý sval pažní (m. triceps brachii), který má u psa čtyři hlavy a loketní sval (m. anconeus), což jsou natahovače lokte, a m. tensor fasciae antebrachii, což je sval napínající povázku předloktí.
Na předloktí jsou kraniálně svaly, které pomáhají ohýbat loketní kloub; jedná se o vnitřní natahovač zápěstí (m. extensor carpi ulnaris)- navzdory svému jménu, převzatého z humánní anatomie, je u psa jen pomocným ohybačem lokte a zevní natahovač zápěstí (m. extensor carpi radialis), který je pomocným ohybačem lokte a natahovačem zápěstního kloubu, další svaly jsou natahovače zápěstí a prstů, společný natahovač prstů (m. extensor digitorum communis) a natahovač druhého prstu (m. extensor digiti secundi). Jen natahovač prstů je postranní natahovač prstů (m. extensor digitorum lateralis). Přitahovač prvního prstu, obdoba lidského m. abductor pollicis, je jen rudimentární.
Zadní stranu předloktí obalují dva ohybače zápěstního kloubu: vnitřní (m. flexor carpi ulnaris) a vnější (m. flexor carpi ulnaris) a dva ohybače prstů: povrchový (m. flexor digitorum superficialis) a hluboký (m. flexor digitorum profundus). Drobné svaly předloktí umožňují otáčení předloktí - pronaci a supinaci. Je to oblý přivracející sval (m. pronator teres), čtyřhranný přivracející sval (m. pronator quadratus), vřetenní sval (m. brachioradialis) a supinující sval (m. supinator).
Krátkými svaly prstů jsou mm. interossei, svaly v mezikostních štěrbinách mezi kostmi nadprstí, přitahovače prstů, 'z'musculus flexor brevis a červovité svaly (m. lumbricales).

## Svaly trupu

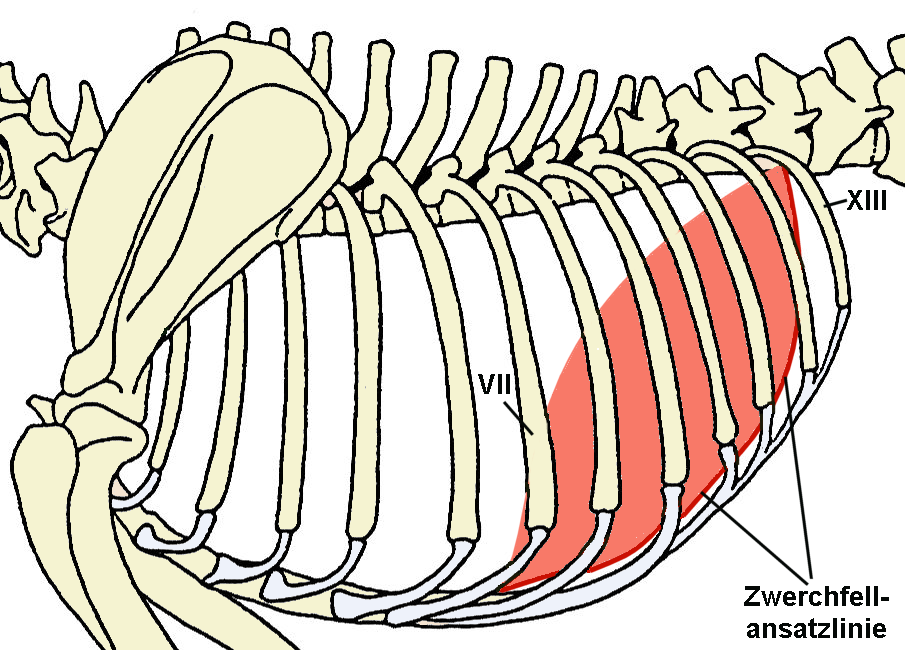
Bránice psa

Svaly hrudníku a břicha jsou zcela analogické svalům člověka. Zahrnují malé svaly páteře, které spojují jednotlivé obratle, svaly hrudníku, což jsou mezižeberní svaly vnitřní a vnější (mm. intercostales externi et interni), přední hřbetní a zadní hřbetní pilovitý sval, zatahovač žeber (m. retractor costae), přímý sval hrudní (m. rectus thoracis), příčný sval hrudní (m. transversus thoracis) a bránice. Bránice psa je tvořena hlavně svalem, začíná odstupem na 13. - 12. žebru a upíná se na 10. žebro a chrupavku 9. žebra. Je to hlavní dýchací sval, podílející se na nádechu.
Bederní páteř je zpevňována čtyřhlavým bederním svalem a malými svalovými snopci mezi žeberními výběžky bederních obratlů, mm. intercostales lumbales. Břišní stěnu tvoří šikmý vnější a šikmý vnitřní (m. obliquus externus et internus abdominis), příčný (m. transversus abdominis) a přímý břišní sval (m. rectus abdominis). Svaly pánevního dna tvoří především zvedač anu, m. levator ani.

## Svaly ocasu
Pes má dobře pohyblivý ocas. Pohyb umožňují dvě skupiny svalů, malé svaly mezi příčnými výběžky ocasních obratlů mm. intertransversarii stáčejí ocas do stran, dále se na ocas upínají svaly odstupující z křížové kosti - m. sacrocaudalis dorsalis lateralis et medialis, které zvedají ocas nebo jej stáčí do strany nahoru, a m. sacrocaudalis ventralis lateralis et medialis, které naopak ocas schylují nebo stáčí do strany a dolů. Přídatným ocasním svalem je sval kostrční (m. coccygeus), který ocas schyluje a stáčí.

## Svaly pánevní končetiny
Svaly, které se upínají na bederní páteř, kterou při kontrakci vyklenují a zároveň ohýbají kyčelní kloub, se souhrnně nazývají bedrovce. U psa jsou tři: velký bedrovec (m. psoas major), malý bedrovec (m. psoas minor) a kyčelní sval (m. iliacus). Vnitřní pánevní svaly jsou jako u člověka tvořené svaly, které ucpávají párové otvory v pánevní kosti - vnitřní sval a vnější sval ucpávačský (m. obturatorius internus et externus) a dvojčecími svaly (mm. gemelli). Jsou to přitahovače kyčelního kloubu, stejně jako čtyřhranný sval stehenní (m. quadratus femoris). Pes má čtyři hýžďové svaly: povrchový sval hýžďový (m. gluteus superficialis), střední sval hýžďový (m. gluteus medius), hluboký sval hýžďový (m. gluteus profundus) a přídatný sval hýžďový (m. gluteus accessorius), z nichž všechny kromě hlubokého jsou natahovači kyčelního kloubu, společně s hruškovitým svalem (m. piriformis). Hluboký hýžďový sval je přitahovačem kyčelního kloubu. Při kyčelním kloubu je malý sval m. articularis coxae, který napíná kloubní pouzdro kloubu. Posledním svalem hýždí je natahovač široké povázky, m. tensor fasciae latae.
Stehenní kost je mohutnými svaly obklopena ze všech stran . Z kraniální strany, tzn. směrem k hlavě zvířete, je to čtyřhlavý sval stehenní (m. quadriceps femoris), který se upíná na čéšce a je hlavním natahovačem kolenního kloubu, a malý kloubní kolenní sval (m.  articularis genus).
Ze zadní, kaudální strany, se nachází dvojhlavý sval stehenní (m. biceps femoris), přitahovač bérce (m. abductor cruris caudalis), sval pološlašitý (m. semitendinosus) a poloblanitý (m. semimembranosus). Kaudální stehenní svaly jsou natahovači kyčelního kloubu a zároveň ohybači kolene.
Z vnitřní strany stehna je to sval krejčovský (m. sartorius), štíhlý stehenní sval (m. gracilis), sval hřebenový (m. pectineus) a velký, dlouhý a krátký přitahovač (mm. adductores magnus, longus, brevis). Vnitřní svaly jsou přitahovači kyčelního kloubu.
Co se svalů bérce týče, jsou to protáhlé, vřetenovité svaly, které obklopují holenní a lýtkovou kost. Z přední, kraniální skupiny je nejmohutnější třetí sval lýtkový (m. peroneus tertius), který je ohybačem tarsálního kloubu a pomocným natahovačem kolene. Dlouhý natahovač prstů (m. extensor digitorum longus) je rovněž ohybačem tarsu, natahovačem kolene a dále i natahovačem prstů. Kraniální holenní sval (m. tibialis cranialis), slabý dlouhý (m. peroneus longus) a krátký sval lýtkový (m. peroneus brevis) jsou jen ohybače hlezenního kloubu, postranní natahovač prstů (m. extensor digitorum lateralis) je ohybačem hlezna a natahovačem prstů.
Kaudální, zadní skupinu tvoří mohutný trojhlavý sval lýtkový, u kterého je u psa vyvinutá jenom jedna část, vnější sval dvouhlavý (m. gastrocnemius). Je natahovačem hlezenního kloubu a pomocným ohybačem kolene. Pod ním leží povrchový ohybač prstů (m. flexor digitorum superficialis). V podkolenní jamce se nachází zákolenní sval (m. popliteus), který souvisí s kolenním kloubem a pomáhá jeho ohnutí. Hluboký ohybač prstů (m. flexor digitorum profundus), dlouhý natahovač palce (m. flexor digiti primi longus), kaudální holenní sval (m. tibialis caudalis) a dlouhý ohybač prstů (m. flexor digitorum longus) jsou všechno ohybače prstů a pomocné natahovače hlezna.
Malé svaly prstů jsou podobně vyvinuté, jako na hrudní končetině. Pes má čtyřhranný sval chodidlový (m. quadratus plantae) a dále stejně jako na hrudních končetinách mm. interossei, přitahovače prstů, musculus flexor digitorum brevis a červovité svaly.